# 宗貞茂
宗 貞茂（そう さだしげ、生年不詳 - 1418年（応永25年））は、室町時代前期の武将。対馬の守護大名で、宗氏の第8代当主。宗尚茂の子。官位は刑部少輔。讃岐守。
1398年、一族の宗頼茂から家督を奪取して当主となる。翌年からは李氏朝鮮と通交し始めた。また、筑前守護代の地位にあり、主筋である少弐氏を助けて九州北部に何度も進出した。1408年、守護代職を弟の貞澄に譲り、自身は対馬に戻ってその統治に務めた。1417年9月に病に倒れ、翌年4月に死去した。跡を子の貞盛が継いだ。
後年の1915年（大正4年）11月10日の大正天皇の即位の礼に当たり、応永の外寇を撃退した功績で従四位を遺贈された。しかし後の研究で前述のようにすでに外寇時には死亡しており、功績は息子のものであることが判明した。